# KM-2
富士 KM-2 「こまどり」
KM-2
- 用途：練習機
- 製造者：富士重工業
- 運用者： 日本（海上自衛隊）ほか
- 初飛行：1958年12月1日
- 生産数：62機（KM-2のみ）
- 運用開始：1962年（海上自衛隊）
- 退役：1998年3月3日
- 運用状況：全機退役

KM-2は、海上自衛隊が運用した対潜哨戒機などのパイロットを養成するための初等訓練で使用する練習機。日本の航空機メーカー・富士重工業によって製作された。Kは「改造：Kaizou」、MはベースとなったT-34「メンター：Mentor」の頭文字である。自衛隊での愛称はこまどり。

## 開発経緯
富士重工では、世界の民間機需要が高性能・高出力の双発機へ変化していることに着目し、LM-1のパワーアップを行って対抗しようと考えた。2機製造された民間向けLM-1のうち、2号機（JA3105）のエンジンを強化し、プロペラを換装した試作機XKM（JA3119）を製作、1958年（昭和33年）12月1日に初飛行した。XKMは1959年（昭和34年）12月9日に、運輸省の重量1750kg以下「C-1C類」高度記録に挑戦し、高度9,917mのFAI公認記録を達成し、その性能の高さを実証した。量産型KMは1959年2月に運輸省の航空大学校へ練習機として納入された。

### 自衛隊の採用
KMの主な目標は、LM-1を運用していた陸上自衛隊での採用であり、陸自仕様機をKM-1として提案した。しかし、KMは単純にいえば、LM-1のエンジンとプロペラを換装しただけで、性能は向上したが、陸自側の運用能力や目的は広げようも無く、採用されなかった。
一方、発足当初の海上自衛隊では、米軍から供与されたSNJ練習機（T-6 テキサン）を使用していたが、戦前の尾輪式機体である上、老朽化が激しく、後継機を早急に必要としていた。しかし海自では、2019年現在に至るまで戦闘機タイプの実用機を持たず大型機中心の運用であるなど、航空自衛隊とは事情が異なっていた。そのため、空自の使用するタンデム（縦列）複座のT-34Aをそのまま採用すると教育上不都合であり、富士重工はKM-1の搭乗口を反対側（左舷）に付け替え、装備品を海自仕様にしたものをKM-2練習機として提案した。KM-2は1962年（昭和37年）7月16日に制式採用され第51航空隊での試験を経て、第201教育航空隊へ配備された。海自はKM-2を62機導入し、初等訓練に用いた。
かなりの年月が経ってから、陸自もその高空性能を要望したため、KM-2を練習・連絡機TL-1として1981年（昭和56年）10月29日に2機導入した。その後、教育課程の変更（陸自固定翼パイロットの学生は、海自にて教育を受ける）により、1990年（平成2年）10月17日付けで海自の第201教育航空隊に引き渡され、名前もKM-2となった。
海自では1989年（平成元年）から同じく富士重工のT-5に機種更新され、1998年（平成10年）3月3日に最後の2機（6291・6292）が退役し、用途廃止となった。
後継のT-5は燃料の効率利用のためターボプロップエンジンを採用しており、KM-2の退役により海上自衛隊からレシプロ機が消えた。

## 機体
レシプロエンジン単発の小型プロペラ機で、エンジン・プロペラを機首に搭載し、主翼は低翼配置といった、ごく一般的な機体である。座席は並列配置の複座に加え、補助席のついた4座席となっており、機体自体はLM-1とほぼ同じであるが、エンジンはIGSO-480-BIA過給機付きに転換、プロペラもハーツェル製3枚羽根に交換した。
海上自衛隊の機体では、キャビンの出入り口扉を右側から左側へ、装備品も海自仕様に変更させ、訓練機であるため安全性に重点を置き、飛行計器・航法設備の強化が図られたほか、航法戦術訓練のできる完全複式操縦装置も取り付けられた。

## スペック
- 乗員2名/乗客2名
- 全長 - 7.94m
- 全幅 - 10.00m
- 全高 - 2.92m
- 自重 - 1,212kg
- 最大離陸重量 - 1,750kg
- エンジン - ライカミング IGSO-480-AIF6×1
- 出力 - 340hp
- 最大速度 - 380km/h=M0.31
- 航続距離 - 920km
- 離陸滑走距離 - 420m
- 着陸滑走距離 - 440m

## 配備基地
海上自衛隊 KM-2
- 鹿屋航空基地
- 小月航空基地（鹿屋より移転）

### 事故
- 1965年（昭和40年）7月13日：小月教育航空群所属の6252号機が訓練飛行中に山口市北方の山頂付近に激突、2名殉職。
- 1977年（昭和52年）5月27日：小月教育航空群所属の6258号機と6265号機が編隊飛行中に空中接触し、65号機は不時着、58号機は墜落、1名殉職。

陸上自衛隊 TL-1
- 航空学校宇都宮分校

## 派生型
XKM
LM-1から改造された試作機。
KM
量産型の民間機。
KM-1
陸上自衛隊向けの練習機。採用されず。
KM-2
海上自衛隊向け練習機。
TL-1
陸上自衛隊向けの練習連絡機。
KM-2B
航空自衛隊練習機の応募の為に開発したタンデム複座の試作機。
T-3
KM-2Bの量産機。
KM-2D
エンジンをターボプロップに転換した試作機。
SUBARUでは航空機搭載型の小型赤外線センサや飛行制御システムの試験機としてKM-2Dを改造した実験機を保有している。
T-5
KM-2Dの量産機。コックピットをキャノピー型に改良。KM-2の後継機。
KM-2F
KM-2Dのキャビンを中心に改造した試作機。
T-7
KM-2Fの量産型（仮称T-3改）T-3の後継機。